# Gara Agigea Ecluză
Gara Agigea Ecluză este o stație de cale ferată care deservește comuna Agigea, județul Constanța, România.